# 约翰·朗肖·奥斯丁
约翰·朗肖·奥斯丁（英語：John Langshaw Austin，著作常署名 J. L. Austin，1911年3月26日—1960年2月8日）英國哲學家，屬於分析哲學學派，以語言哲學為專長。
1929年开始在牛津大学贝利奥尔学院学习，1935年在牛津大学毕业后留校任教。在二战期间，他在军事情报机关服役，任陆军中校。1952 年任牛津道德哲学讲席教授。
奥斯丁在五十年代中期访问了哈佛大学和加州大学伯克利分校，并于1955年在哈佛大学讲授威廉·詹姆斯讲座。正是在这个时候，他遇见了乔姆斯基，并成为了朋友。他从1956年到1957年担任亚里士多德学会会长。
奥斯丁生前没有发表过著作，他的讲演稿和课堂笔记于死后被集辑出版，包括《哲学论文集》、《怎样用语言做事》(1961年 )、《感觉与潜感觉对象》(1962年)。